# I due sergenti del generale Custer
I due sergenti del generale Custer è un film del 1965 diretto da Giorgio Simonelli.

## Trama
Franco e Ciccio La Pera sono due soldati nordisti di origine siciliana che, durante la guerra di secessione americana, vengono accusati di diserzione e condannati a morte. Siccome all'esercito servono due idioti, sotto il comando di due geni, per un'operazione di spionaggio, la loro condanna viene rimandata.
I sudisti, che sono a conoscenza del piano, scambiano però Ciccio e Franco per i due geni e, dopo una serie di circostanze comiche, finiscono nelle mani degli Apache.
Nonostante tutto, però, riusciranno sia a smascherare il traditore, sia a fermare l'esercito sudista rendendo al nord un immenso favore. Per queste azioni vengono infine decorati e promossi ma, durante la cerimonia, riusciranno lo stesso a combinare un sacco di guai.